# Marianne Rathje
Marianne Rathje (født 1973 i Virum, opvokset i Gundsømagle) er en dansk sprogforsker. Hun er ansat i Dansk Sprognævn og klummeskribent for Politiken.
Hun blev student fra Roskilde Katedralskole i 1991,[kilde mangler] er cand.mag. i dansk og sprogpsykologi fra Aarhus Universitet (1999) og har en ph.d.-grad fra Københavns Universitet (2009). Rathje har ad flere omgange og senest siden 2019 været ansat i Dansk Sprognævn, nu som seniorforsker. Hun har siden 2017 skrevet den ugentlige sprogklumme i Politiken.
Marianne Rathje har udgivet bøgerne Generationssprog (2010) og Sproglige tildenser (2022). Hun forsker i bl.a. generationssprog, unges sprog, bandeord og skældsord, sprog på sociale medier, kønnet sprog og kønsneutralt sprog og korrekt sprog i uddannelsessystemet.
Privat er Marianne Rathje gift med forfatter og debattør Kasper Støvring.